# Cibernético (luchador)
Octavio López Arriola (nacido en Aguascalientes, Aguascalientes, México, 12 de abril de 1975) es un luchador profesional conocido bajo el nombre de Cibernético o MaiMalet. A lo largo de su carrera, Arriola ha trabajado en varias empresas del circuito independiente, tales como Consejo Mundial de Lucha Libre (CMLL), World Wrestling Federation (WWF), Universal Wrestling Association (UWA), Lucha Libre Elite (Liga Elite), International Wrestling Revolution Group (IWRG), aunque destaca su trabajo en la Lucha Libre AAA Worldwide (AAA). 
Arriola ha sido tres veces campeón mundial al ser una vez Megacampeón de la AAA, una vez Campeón Mundial Peso Completo de la IWC y una vez Campeón Mundial Peso Completo de la UWA.

## Carrera
Formalmente hace su debut la noche del 1 de junio de 1992 en el Majestuoso Toreo de Cuatro Caminos cuando todavía existía Lucha Libre Internacional/Universal Wrestling Association. En esa memorable fecha para el forma equipo ni más ni menos que con gente de la talla de Canek y Dos Caras para enfrentar a Los Villanos III, IV y V.
Después de su paso por la Empresa de Don Carlos Máynez, Cibernético, al darse cuenta de que ya no tiene futuro en la citada Empresa decide buscar nuevos horizontes, llegando a una Empresa que tenía tan solo algunos años de formada, la Triple A, en la cual no recibe el mejor trato, por lo que decide emigrar a la Empresa LLL; después de un periodo en la empresa mencionada, decide regresar a Triple A, en donde tuvo una gran rivalidad con el fundador Antonio Peña quien además era dueño de dicha empresa, esto dinamita una guerra entre ellos, llegando al punto de enfrentarse a Peña el 23 de noviembre de 2001 en la Monumental Plaza de Toros México; después de derrotar al dueño de la Triple A , Cibernético tuvo el control de la compañía por un mes de él y su grupo Vipers.
Sin embargo a causa de los problemas de Antonio Peña y Cibernético, decide enviarle a lo que sería uno de sus rivales más fuertes La Parka AAA (Karis la momia), dicha rivalidad llegaría a tales extremos que se hizo la pelea de máscara contra máscara el 20 de junio de 2004 en el Toreo de Cuatro Caminos, en el cual para su desgracia pierde la máscara contra La Parka.
Muchas personas opinan que desde que perdió la máscara su calidad luchística mermó, debido a que llegaba a durar una función entera sin realizar ni un vuelo o una llave ya que solo se interesaba en hacer movimientos influenciados por la lucha libre americana.
De igual manera se opina que obtuvo fama por su físico y personalidad, como lo demostró golpeando al diputado Jorge Kawhagi del Partido Verde Ecologista de México.

### WWF (1997)
Durante el corto periodo de relaciones de trabajo entre AAA y WWF, Cibernético emigro hacia los Estados Unidos Haciendo equipo con Pierroth jr.
Durante su estancia en esta empresa participó en eventos como Raw is War y WWF Shotgun donde junto con Pierroth destacaron por su exceso de rudeza pero por el tiempo no lograron obtener el Campeonato de parejas.
También participó en 1997 Royal Rumble a lado de Latin Lover, Pierroth jr, y Mil Máscaras; este último fue quien lo eliminó.

### Viper's
Los Viper's fue en un entonces un grupo formado por El Cibernético, Psicosis Luchador, Abismo Negro , Histeria, Mosco de la Merced II, Maniaco, Electroshock, Tokio Viper y Shiiba, en el cual empezaron a causar disturbios al entonces dueño de la empresa Antonio Peña.

### La Secta Cibernética
La noche del Lunes 7 de noviembre de 2005 en el Domo de la Feria de León, Guanajuato el “Amo de las Sorpresas” el Cibernético anuncio públicamente el surgimiento de la llamada Secta Cibernética, siendo sus primeros integrantes Chessman y el hermano incómodo Charly Manson, iniciando desde esa noche con el Concepto de “Los Iluminados”, una agrupación con una polémica filosofía que desde que fue anunciada poco a poco fue ganando más y más adeptos, ya que el público que los sigue son desde amantes del dark, de la oscuridad, hasta amantes del Heavy metal y otros estilos musicales.
Paulatinamente con el paso de las funciones se irían incluyendo a la Secta de los Siete Jinetes del Apocalipsis ni más ni menos que los integrantes de la Black Family, Cuervo, Escoria y Ozz, siendo el penúltimo de los integrantes el Ex-Vato Loco Espíritu, quien vendría a enrolarse a dicha agrupación el sábado 19 de noviembre de 2005 en la Plaza de Toros de Apizaco, Tlaxcala, luego de recibir la invitación de manos del propio Cibernético.
Pero cuando todos pensaban que serían solo siete los integrantes de esta polémica agrupación, la noche del 4 de marzo de 2006 en la Plaza de Toros de Apizaco, Tlaxcala, Cibernético presentó a Muerte Cibernética como el octavo y ahora si el último elegido de esta agrupación, quien con el paso de los meses y luego de la operación del “Ciber” de la rodilla derecha, comenzaría a atribuirse responsabilidades que no le correspondían, lo que provocaría una división dentro del seno de la Secta, la cual se segmentaría en dos grupos antagónicos, los que defendían a Muerte Cibernética (Cuervo, Escoria, Ozz y Espíritu), y aquel que se mantenía fiel a su líder el Cibernético (Chessman y Charly Manson).

### Hell Brothers
A partir del mes de julio del 2006 hasta el mes de diciembre las pugnas se hicieron insoportables, llegando hasta el punto de enfrentarse de una vez por todas tanto Cibernético como Muerte Cibernética.
El 18 de noviembre en la ciudad de Cuernavaca Morelos aparece el "Main Man" anunciando el nuevo grupo de los Hell Brothers al lado de sus aliados Charly Manson y Chessman, de ahí en adelante empezaría una riña entre el entonces líder de los Hell Brothers y el líder de La Secta Cibernética, únicamente por orgullo y por amor propio.
Toda esa rivalidad llegó a los extremos hasta que el 8 de diciembre de 2006 en Guerra de Titanes en Madero, se llevó a cabo una de la que sería una de las encuentros más difíciles entre Cibernético contra Muerte Cibernética en una lucha de ataúd, en la cual salió ganador Cibernético después de arrojar a su rival después de una Garra Cibernética desde el ring contra una cama de mesas, puestas debajo del ring, seguido de eso, arrastrar a su rival hacia el ataúd y con ayuda de sus compañeros Charly Manson y Chessman a cerrar el ataúd cargarlo hacia fuera de la arena. Después del evento se ve en una secuencia que Cibernético arroja el ataúd hacia el mar, dejando en claro que había acabado con la Muerte Cibernética. 
El 15 de julio de 2007 se llevaría a cabo Triplemanía XV en el Toreo de Cuatro Caminos en el cual se enfrentaría en el Domo de la muerte donde caería una cabellera, en la que estarían en juego, las cabelleras de Cibernético, Chessman y Charly Manson por parte de los Hell Brothers y El Mesías, Kenzo Suzuki y X-Pac, el cual el perdedor quedaría entre Cibernético y Kenzo Suzuki, perdiendo este último por un error de la Legión Extranjera, al lanzarle una bola de fuego hecha por El Mesías y dejándolo a mercerd del movimiento final de Cibernético la Garra Cibernética, dejando sin cabellera a Kenzo, dando una victoria a los Hell Brother y a México
El 30 de noviembre de 2007 en Guerra de Titanes, cuyo evento principal era una lucha por el Megacampeonato de AAA entre el entonces campeón El Mesías, el representante de la Legión Extranjera El Zorro y el líder de los Hell Brothers Cibernético, El Mesías hirió de quemaduras de segundo grado a Cibernético, dejándolo inactivo por casi un mes.
Ya volviendo a la actividad Cibernético tuvo que hacer honores para tener una oportunidad por la revancha por el Megacampeonato de AAA y después de cuatro meses de rivalidad se dio de nuevo fecha para disputar el Mega Campeonato Peso Completo en Rey de Reyes el domingo 16 de marzo de 2008 donde después de un encuentro difícil salió avante como nuevo portador del Mega Campeonato Peso Completo, después de darle una Paralizadora, seguido de un faul y para terminarlo una Garra Cibernética, terminando así el reinado de El Mesías y empezando el reinado de Cibernético.
El 13 de junio en el Palacio de los Deportes se llevaría a cabo Triplemanía XVI en el cual Cibernético se enfrentaría contra el Zorro por el Mega Campeonato, junto con el Lic. Joaquín Rondan como second de Cibernético y Konnan como second del Zorro, el resultado como decía Konnan no fue el que él dijo, saliendo victorioso Cibernético después de atacarlo con su llave la Garra Cibernética y después poniéndolo de espaldas planas, para la cuenta de tres, así continuando el reinado de Cibernético y obteniendo una victoria más sobre la legión extranjera.
Chessman resulta ganador, en una Ruleta de la Muerte, teniendo el derecho de poder enfrentar a Cibernético por el Mega Campeonato, siendo esto el principio del fin de los entonces hermanos del infierno, Cibernético trata de arreglar las cosas con Chessman, pero resultan inútiles, los Hell Brothers llegaron a su fin cuando Cibernético detuvo a Chessman cuando intentaba vengarse del Mesías. 
El 14 de septiembre en el evento de Triple A, [[Verano
```
de Escándalo]], se llevó a cabo la pelea por el Campeonato que ostentaba Cibernético, contra su entonces excompañero, Chessman, el cual pierde, cuando Mesías entra para distraerlo y entonces Cibernético aprovecha para darle la Garra Cibernética, para poder darle cuenta de tres, reteniendo por segunda vez el campeonato.
```

### Retiro de la AAA
El 24 de octubre de 2008 en el evento "Función Homenaje a Antonio Peña", donde Cibernético se enfrentaría a dos de sus más grandes rivales en la actualidad, Zorro y Chessman, donde saldría avante este último en una lucha callejera. Después del Main Event, en el que se tenía en juego la carrera de Konnan, contra la directiva de Lic. Joaquín Rondan, donde estarían por parte de la Legión Extranjera, Konnan, Kenzo Suzuki, Electroshock y Rellik, y por parte de Joaquín Rondan, La Parka, Latin Lover, Octagon y SuperFly, en la cual gracias a una intervención de un actor llamado Sergio Mayer, Konnan queda como nuevo director general de Triple A, aparecería Cibernético para decir que su contrato es con la familia Peña, no con Konnan, y después entregarle el Campeonato a Roldan, y decirle que queda vacante.
El 15 de noviembre en un evento grabado para la televisión, en Lienzo Charro de Cuernavaca, Morelos, donde Konnan asumió el puesto de director general de Triple A, en la lucha estelar, en la cual Cibernético al terminar la función, saco una playera de los "Perros del Mal" facción de la cual es líder El Hijo del Perro Aguayo, lo cual significó la salida del Ciber de la AAA, para incorporarse a la nueva empresa liderada por el Hijo del Perro Aguayo

### Perros del Mal
Cibernético al salir de Triple A, encontró un refugio en la liga de independientes, en el grupo de Perros del Mal, donde el Hijo del Perro Aguayo maneja, junto a otras estrellas independientes, que venían tanto del CMLL y Triple A, también de talla internacional. Fue parte del roster oficial de esta empresa desde mediados de noviembre de 2008, hasta mediados de abril de 2009
Participó en el evento "Requiem por una Era" donde se enfrentó a Canek, su antiguo mentor, por el derecho de enfrentar a Dr. Wagner por su título UWA, donde perdió en dicha lucha.
A mediados de abril, Cibernético y los Perros entran en conflicto, donde este decide separase totalmente y volver de nuevo a su casa, Triple AAA VS LLL

### Bizarros
El 24 de mayo de 2009 presentó una nueva facción que ha creado a la cual denominó como Bizarros, en la cual él es el capitán en su primera etapa independiente y está integrada además por nuevos luchadores; el concepto es unir a las tribus urbanas como los punks, roqueros, emos. Así se conocería a:
Ya en su regreso a AAA. En Héroes Inmortales IV presentó una nueva era con nuevos elementos presentando uno a uno.

### Regreso a Triple A
El 20 de junio de 2009 en la plaza de toros "La Concordia" de Orizaba, Veracruz, después de una ausencia de 7 meses, el Cibernético regresó a la AAA interrumpiendo la lucha de Revancha por el Megacampeonato entre El Mesías y Dr. Wagner Jr., en la cual apareció con su típico "¡Apocalipsis Ahora!", aplicando un Chokeslam a Dr. Wagner Jr. y sentenciándolo, afirmando que va por el Megacampeonato, al final se dio un abrazo con el Mesías, formando una alianza con este; sin embargo, pronto terminaría el dúo, puesto que el 3 de julio el Main Man traicionó al Mesías, luego de la derrota que sufrieron en contra de La Hermandad Extrema (Nicho el Millonario y Joe Líder) culpando al Mesías de la derrota y presentando a su grupo "Los Bizarros" mismos que golpearon al Mesías.
Después de esta traición hizo equipo con La Parka y Marco Corleone en contra de Kenzo Suzuki y la hermandad 187 y traicionó a sus compañeros de equipo.
Participó en la eliminatoria por el Megacampeonato de AAA entrando en el lugar número 10 y derrotó a la parka y a Silver King, pero perdió ante el Mesías cuando este lo derribara y cayera sobre una mesa.
En la expolucha la experiencia, luchó contra Dr.Wagner jr. a quien derrotó, y ganó el derecho de participar por el megacampeonato en Verano de escándalo. En Héroes Inmortales 2009 ganó el trofeo Antonio Peña. Posteriormente se enfrentó en Guerra de Titanes a Konnan, donde este último haciendo uso de las marrullerías y de su grupo La Legión Extranjera destrozaron al Cibernético.
Cibernético inicia un nuevo feudo contra la La Parka después de que la parka acusara al cibernético de golpear a Octagón semanas antes de Héroes Inmortales donde el team AAA enfrentaría al team de la legión extranjera. En el evento de Héroes Inmortales IV apareció el primer Bizarro (Taboo) ante ello apareció cibernético para ayudar al team AAA y ganar la lucha. semanas después siguieron apareciendo cibernético y taboo a apoyar a El Mesías sin darle el apoyo a la parka. presentando uno a uno a los Bizarros (Taboo, Scoria, Amadeus, y Nygma) atacando a la parka. En Guerra de Titanes se enfrentaron los Bizarros (Cibernético, Taboo, Scoria, y Nygma) vs el team AAA (La Parka, Jack Evans, Extreme Tiger y Dark Espíritu) perdiendo esta lucha a causa de esto después de la lucha los Bizarros amasacraban a la parka y al ejército triple apareciendo la legión extranjera a declarar la unión de los Bizarros con la sociedad (La legión extranjera, la milicia y los Perros del Mal) negando el cibernético esta asosiacion provocando la rabia de konan y de Dorian Roldan atacando a los Bizarros, así presentando el cibernético cerrando el último candado bizarro sonando la música de Charly Manson. Semanas después el hijo de la parka sufrió una fractura en el pie izquierdo acasionado por el cibernético (Kayfabe) saliendo la parka a vengarse del cibernético y los Bizarros perdiendo esa noche la lucha y siendo humillado por los Bizarros poniéndole la máscara Bizarra al final de la lucha.

### La Secta Bizarra Cibernética
Después de la desintegración de los bizarros, formó alianza con el mesías hasta anunciar a su nuevo grupo La Secta Bizarra Cibernética conformada por Taboo, Dark Spiritu, Dark Cuervo, Dark Ozz, Dark Scoria y Billy el malo.

### AAA 2013-2015
2012
En Triplemanía XX cibernético tan solo participó como second del mesías en una lucha en la que se enfrentaba al hijo del perro Aguayo con quien empezaría uno de los feudos más sangrientos y épicos de la Triple A.
Al lado de su facción llamada La Secta Cibernética, se enfrentaría en innumerables ocasiones durante todo el 2012 a los perros del mal liderados por Aguayo, finalizando su rivalidad parcialmente en el evento de cierre de año de Triple A, Guerra de Titanes, en donde se enfrentaron en una lucha en jaula en donde también participaron Doctor Wagner jr., L.A. Park, Chessman y Vampiro Canadiense saleindo perdedor este último y perdiendo la cabellera.
Durante la lucha Cibernético fue el tercero en salir pero fue atacado por los perros del mal y posteriormente por Aguayo después de que este escapara.

### Liga Elite
Un día lunes 9 de noviembre de 2015, sorpresivamente en su cuenta de Twitter anunciaba que dejaba su cuenta de @CiberAAA para hacer su nueva cuenta @CiberElite, dejando claro que dejaba de pertenecer a AAA, para llegar a la máxima catedral de la Lucha Libre la Arena México con la Liga Elite, donde apareció de manera sorpresiva, para atacar a Carístico, junto a un luchador sorpresa que resultó ser Black Warrior, donde hizo equipo con Ephesto y Mephisto para golpear y retar a todo aquel que decida meterse con el Main Man de la Lucha Libre.

## Campeonatos y logros
- Asistencia Asesoría y Administración
  - Campeón de Campeones de AAA (3 veces)
  - Megacampeonato de AAA (1 vez)
  - Rey de Reyes (1999)
  - IWC World Heavyweight Championship (1 vez)
  - GPCW SUPER-X Monster Championship (1 vez)
  - Copa Antonio Peña (2009)
  - Campeonato Mundial de Tríos de AAA (1 vez) - con Chessman y Averno

- Comisión de Box y Lucha Libre México D.F.
  - Mexican National Heavyweight Championship (1 vez)

- Consejo Mundial de Lucha Libre
  - Campeonato Mundial de Tríos del CMLL (1 vez) – con Sharlie Rockstar & The Chrizh

- Universal Wrestling Association
  - Campeonato Mundial de Peso Completo de la UWA (1 vez)

- World Wrestling Association
  - WWA World Heavyweight Championship (1 vez)

- Lucha Libre Élite
  - Campeonato de peso completo Élite (1 vez)

- Pro Wrestling Illustrated
  - Situado en el Nº32 en los PWI 500 del 2008[5]
  - Situado en el Nº121 en los PWI 500 de 2009

## Filmografía

### Televisión
- El pantera - Tercera temporada (2009) - Episodios "El día de la bestia", "Las bellas y la Bestia I", "Las bellas y la Bestia II", "La noche de la Bestia" (Bestia)
- Un gancho al corazón (2009) - Cibernético (como el entrenador personal de Mauricio Sermeño)
- No manches frida (2016) - cibernético (como Paco)
- No manches frida 2 (2019) - cibernético (como Paco)
- El minuto que cambió mi destino (2021) - Invitado
- SnSerio (2023) - Invitado
- MasterChef Celebrity (2023) - Cibernético (como el mismo) 9.º eliminado, Episodios del 1 al 9.
- Venga la Alegría (2023) - Invitado

## Comerciales de TV
| Año  | Comerciales televisivos | Papel / Descripción |
| 2010 | Burger King México      | El mismo            |
| 2010 | Ve TV SKY México        | El mismo            |